# Олух-Шуматово
О́лух-Шума́тово (рос. Олух-Шуматово, чув. Улăх Шăмат) — присілок у Чувашії Російської Федерації, у складі Совєтського сільського поселення Ядринського району.
Населення — 60 осіб (2010; 70 в 2002, 140 в 1979, 235 в 1939, 240 в 1926, 175 в 1897, 159 в 1858).

## Історія
Історичні назви — Олухкаси (1917–1924), Олухов. Утворився 19 століття як околоток села Шуматово. До 1866 року селяни мали статус державних, займались землеробством, тваринництвом. 1929 року створено колгосп «Червона Єрбашка». До 1927 року присілок входив до складу Шуматовської волості Ядринського повіту, після переходу 1927 року на райони — у складі Ядринського району, з 1939 по 1956 роки — у складі Совєтського району, після ліквідації якого повернуто до складу Ядринського району.

## Господарство
У присілку діє спортивний майданчик.